# Zuid-Afrika (Apartheid es ien skone zaak)
Zuid-Afrika (Apartheid es ien skone zaak) is een lied dat werd geschreven door Jeroen van Merwijk. In 1988 voerde hij het op tijdens het Amsterdams Kleinkunst Festival als Apartheid es ien skone zaak, maar behaalde er toen geen succes mee.
Vervolgens verkocht hij het nummer aan Karin Bloemen. Zij voerde het tijdens haar theatershow in 1992 op onder de titel Zuid-Afrika en legde er een swingender arrangement onder. In 1993 bracht ze het ook uit op een single en stond het op haar cd Karin in concert.

## Inhoud
Het lied is niet in zuiver Afrikaans maar in een verzonnen taal geschreven en gaat over een Afrikaner die een half jaar op bezoek is geweest bij zijn schoonfamilie in Nederland. Hij beschrijft Nederland als een prachtig land waar de apartheid is gelukt. Er is bijvoorbeeld geen "zwarte" in het parlement, het land wordt schoongehouden door Turken en Marokkanen, en de rijken wonen bij de rijken en de armen bij de armen.
Tijdens een benefietprogramma in het Nieuwe de la Mar Theater in Amsterdam, in aanloop naar de eerste vrije verkiezingen in Zuid-Afrika in 1994, werd een satellietverbinding gelegd met Nelson Mandela. Ze voerde toen het lied op voor Mandela, wat veel indruk op haar heeft gemaakt.

## Hitlijsten

### Top 100 van de Protestsongs
De single van Karin Bloemen kwam niet in de reguliere hitlijsten terecht, maar belandde in 2007 en 2010 wel in de Top 100 van de Protestsongs. Verder verscheen het op haar cd Karin in concert uit juli 1993 dat vier weken genoteerd stond in de Album Top 100.

### NPO Radio 2 Top 2000
| Nummer met noteringen in de NPO Radio 2 Top 2000 | '05  | '06 | '07 | '08 | '09 | '10 | '11  | '12  | '13  | '14  | '15  |
| ------------------------------------------------ | ---- | --- | --- | --- | --- | --- | ---- | ---- | ---- | ---- | ---- |
| Zuid-Afrika                                      | 1080 | 531 | 625 | 955 | 915 | 923 | 1190 | 1349 | 1231 | 1457 | 1689 |

1. ↑  Een vetgedrukt getal geeft de hoogste notering aan.
2. ↑  2005 was het eerste jaar met een notering voor dit nummer.
3. ↑  Deze tabel is bijgewerkt tot en met de laatste editie (2024).